# Тип 98 (танк)
«Тип 98 (ZTZ-98)» (заводское обозначение WZ-123) — серия прототипов китайского танка третьего поколения, созданных в результате пробной модернизации танковых войск Китая в 1990-е годы.  Цель модернизации состояла в том, чтобы создать танк, который в бою мог бы победить Т-80, и приближался бы по потенциалу к германскому «Леопард 2». Шасси танка аналогично советскому танку Т-72, тогда как башня выполнена близкой к современным западным танкам. На башне расположены современные оптические приборы для командира и наводчика. «Тип-98» послужил основой для разработки танка «Тип-99».

## Модификации
- Тип 98 (ZTZ-98) (WZ-123)
- Тип 98G (ZTZ-98G) — модификация с усиленной бронезащитой.

## На вооружении
- Китай: 40 Type-98A, по состоянию на 2016 год[2]

## Ссылка
Описание танка "Тип-98" - otvaga2004.narod.ru